# Aretha (album, 1986)
Aretha är ett musikalbum av Aretha Franklin utgivet på skivbolaget Arista 1986. Albumet var Franklins 34:e och hennes tredje album med titeln Aretha, det två tidigare var utgivna 1961 och 1980. Bland albumets singlar märks Franklins duett med George Michael, "I Knew You Were Waiting (For Me)" och en cover på The Rolling Stones rocklåt "Jumpin' Jack Flash". 

## Låtlista
(kompositör inom parentes)
1. "Jimmy Lee"  (Narada Michael Walden, Jeffrey Cohen, Preston Glass, Anukampa Lisa Walden) - 5:48
2. "I Knew You Were Waiting (For Me)"  (Duett med George Michael) (Simon Climie, Dennis Morgan) - 4:03
3. "Do You Still Remember"  (Jeffrey Cohen, Preston Glass, Walter Afanasieff) - 5:08
4. "Jumpin' Jack Flash"  (Mick Jagger, Keith Richards) - 5:04
5. "Rock-A-Lott"  (Narada Michael Walden, Joe Johnson, Preston Glass)  6:22
6. "An Angel Cries"  (Simon Climie, Dennis Morgan)  5:04
7. "He'll Come Along"  (Aretha Franklin) - 4:13
8. "If You Need My Love Tonight"  (Duett med Larry Graham) (Narada Michael Walden, Preston Glass, Alan Glass) - 4:31
9. "Look to the Rainbow"  (Burton Lane, E.Y. Harburg) - 5:15